# Ministro sin cartera
Un ministro sin cartera es un miembro del Gobierno que no es titular de un departamento ministerial y que asume la responsabilidad de determinadas funciones gubernamentales por decisión del presidente del Gobierno, en efecto ostentando la misma consideración de un ministro e idénticas funciones y prerrogativas que estos, aunque carezca de funciones definidas y determinadas.
Su voto en las decisiones del Consejo de Ministros tiene igual valor que el de un ministro con área específica de Gobierno.[cita requerida]
En algunos países, el número de ministros sin cartera está limitado por ley, como medida para evitar nombramientos de favor. Por ejemplo, en República Dominicana, la ley establece que el presidente de la República podrá designar hasta tres ministros sin cartera.
En España, además de los ministros titulares de un departamento, podrán existir ministros sin cartera, a los que se les atribuirá la responsabilidad de determinadas funciones gubernamentales, estableciéndose mediante Real Decreto el ámbito de sus competencias, la estructura administrativa, así como los medios materiales y personales que queden adscritos al mismo.